# 포르투갈의 공휴일
포르투갈의 공휴일은 다음과 같다.

## 전국 공휴일
| 날짜             | 공휴일 이름                           | 비 고                                |
| ---------------- | ------------------------------------- | ------------------------------------ |
| 1월 1일          | 새해 첫날                             |                                      |
| 2 ~ 3월 중(이동) | 참회의 화요일                         | 재의 수요일 전날(사육제)             |
| 3 ~ 4월 중(이동) | 성금요일                              | 부활절 이틀 전                       |
| 3 ~ 4월 중(이동) | 부활절                                | 춘분 이후 첫 만월 다음에 오는 일요일 |
| 4월 25일         | 자유의 날                             |                                      |
| 5월 1일          | 노동절                                |                                      |
| 5 ~ 6월 중(이동) | 그리스도의 성체 성혈 대축일           | 부활절로부터 60일 후인 목요일        |
| 6월 10일         | 포르투갈의 날                         | 국경일                               |
| 8월 15일         | 성모 승천 대축일                      |                                      |
| 10월 5일         | 공화국의 날                           | 국경일                               |
| 11월 1일         | 모든 성인 대축일                      |                                      |
| 12월 1일         | 포르투갈 독립 전쟁 기념일             |                                      |
| 12월 8일         | 원죄 없이 잉태되신 동정 마리아 대축일 |                                      |
| 12월 25일        | 크리스마스                            |                                      |

## 주별 공휴일
| 날짜      | 공휴일 이름   | 적용하는 주                 | 비고 |
| --------- | ------------- | --------------------------- | ---- |
| 6월 1일   | 아소르스 데이 | 아소르스 제도에서만 기념함. |      |
| 7월 1일   | 마데이라 데이 | 마데이라섬에서만 기념함.    |      |
| 12월 26일 | 박싱 데이     | 마데이라섬에서만 기념함.    |      |